# Moreira do Rei e Várzea Cova
Moreira do Rei e Várzea Cova (oficialmente: União de Freguesias de Moreira do Rei e Várzea Cova) é uma freguesia portuguesa do município de Fafe, com 29,17 km² de área e 1656 habitantes (censo de 2021). A sua densidade populacional é 56,8 hab./km².

## História
Foi constituída em 2013, no âmbito de uma reforma administrativa nacional, pela agregação das antigas freguesias de Moreira do Rei e Várzea Cova e tem a sede na Rua da Feira, 96, em Moreira do Rei.

## Demografia
A população registada nos censos foi:
| Distribuição da População por Grupos Etários | Distribuição da População por Grupos Etários | Distribuição da População por Grupos Etários | Distribuição da População por Grupos Etários | Distribuição da População por Grupos Etários | Distribuição da População por Grupos Etários |
| -------------------------------------------- | -------------------------------------------- | -------------------------------------------- | -------------------------------------------- | -------------------------------------------- | -------------------------------------------- |
| Antes da agregação                           |                                              |                                              |                                              |                                              |                                              |
| Ano                                          | 0-14 anos                                    | 15-24 anos                                   | 25-64 anos                                   | >= 65 anos                                   | Total                                        |
| 2001                                         | 446                                          | 348                                          | 1176                                         | 469                                          | 2439                                         |
| 2011                                         | 266                                          | 248                                          | 1026                                         | 485                                          | 2025                                         |
| Após a agregação                             |                                              |                                              |                                              |                                              |                                              |
| Ano                                          | 0-14 anos                                    | 15-24 anos                                   | 25-64 anos                                   | >= 65 anos                                   | Total                                        |
| 2021                                         | 140                                          | 162                                          | 849                                          | 505                                          | 1656                                         |